# Transactions of the Philosophical Society of Victoria
Transactions of the Philosophical Society of Victoria (abreviado Trans. Philos. Soc. Victoria) fue una revista ilustrada con descripciones botánicas que fue editada por la Royal Society of Victoria. Fue publicada en el año 1855.